# Мыла (Коми)
Мыла (коми Мыла) — деревня в Усть-Цилемском районе Республики Коми России. Входит в состав муниципального образования сельского поселения «Трусово».

## История
В «Списке населенных мест Российской империи», изданном в 1861 году, населённый пункт упомянут как деревня Мыла Мезенского уезда (2-го стана), при устье речки Мылы, расположенная в 616 верстах от уездного города Мезень. В деревне насчитывалось 3 двора и проживало 18 человек (9 мужчин и 9 женщин).

По состоянию на 1920 год, в деревне Мыльской имелось 25 дворов и проживало 116 человек (49 мужчин и 67 женщин). В административном отношении деревня входила в состав Кривомежного общества Устьцилемской волости Печорского уезда.

## География
Деревня находится в северо-западной части Республики Коми, на левом берегу реки Мыла (приток реки Цильма), на расстоянии примерно 59 километров (по прямой) к западу от села Усть-Цильма, административного центра района. Абсолютная высота — 72 метра над уровнем моря.

### Часовой пояс
Деревня Мыла, как и вся Республика Коми, находится в часовой зоне МСК (московское время). Смещение применяемого времени относительно UTC составляет +3:00.

## Население
| 2010 |
| ---- |
| 97   |

Гендерный состав
По данным Всероссийской переписи населения 2010 года в гендерной структуре населения мужчины составляли 58,8 %, женщины — соответственно 41,2 %.
Национальный состав
Согласно результатам переписи 2002 года, в национальной структуре населения русские составляли 97 %.

## Инфраструктура
В деревне функционирует фельдшерско-акушерский пункт (структурное подразделение Усть-Цилемской ЦРБ).

## Улицы
Уличная сеть деревни состоит из одной улицы (ул. Таёжная).